# Бивио Кава Манара (Павија)
Бивио Кава Манара је насеље у Италији у округу Павија, региону Ломбардија.
Према процени из 2011. у насељу је живело 779 становника. Насеље се налази на надморској висини од 63 м.